# ペイントレスラー
ペイントレスラーは、顔または全体にメイクをして活動するプロレスラー。活動時のリングネームは本名とは違う名前とするケースが大半である。

## 概要
主に怪奇派レスラーが自身のキャラクターに肉付けする意味合いで使われることが多いが、深い意味は無くともペイント自体が自身の代名詞と成り得る場合もある。また、ヒールレスラーが顔に凄味を出すために利用する場合もある。日本国内では一般的にザ・グレート・カブキを元祖とする傾向があるが、カブキ以前にも1970年代にデトロイト周辺で「ザ・カブキ」名義で活動したレスラーが歌舞伎の隈取りをしたペイントレスラーとして存在したことや、同時期に「ムラサキ」なるペイントレスラーが存在したことも確認されている。
また、マサ斎藤がワールドプロレスリング解説時に「僕も昔、顔に塗って、こういうスタイルでファイトしてました。外人には受けるんですよね」と語っていたことからペイントレスラーの元祖が誰になるのかは諸説あり、定かではない。ただしコンスタントにペイントレスラーとして活動し、ペイントレスラーという呼称が付いたのはカブキからであり、このことについてマサ斎藤も「カブキ以前にもいたことはいるんですけどね。やっぱり彼が元祖ですよ」と語っている。その後、カブキのギミック上の息子であるグレート・ムタがペイントレスラーの正統な系譜として登場したのを皮切りに、ムタのオマージュキャラクターである多くのペイントレスラーが誕生しており、アメリカでもロード・ウォリアーズやスティングなど著名なペイントレスラーが誕生し、その認知度は飛躍的に高まっていった。また、女子レスラーにも井上京子やアジャコングに代表される著名なペイントレスラーが存在する。また、フィン・ベイラーのように普段は素顔で試合をするが、規模の大きな大会など、ここ一番の試合でのみペイントを施す選手もいる。
東洋系のレスラーがアメリカ人受けする目的で行い始めたため、主に日本、アメリカにおいて多く存在し、メキシコやヨーロッパのプロレスにはあまり存在しない。

## ペイントの利便性
覆面と同様に地味なレスラーや普段目立っていないレスラーにペイントさせ、注目を集めるといった興行的目的で使われることもある。また、ペイントをすることで素の自分とは異なるキャラクター・人格になりきり、素顔の時には出せなかった実力が発揮できる効果もある。武藤敬司がグレート・ムタに佐々木健介がパワー・ウォリアーに扮するように覆面レスラーとは違い、正体は明らかであるがレスラーのバリエーションの一つとして別名義での活動が可能であり、初期の武藤≠ムタに見て取れるように素顔がベビーフェイスであってもペイントレスラー時ではヒールというように、たとえ素顔で知名度があるレスラーでもそのキャラクターはそのままに、容易に二面性を演出出来るなどの利点もある。さらに試合の途中からペイントを施し別キャラクターとして試合を行ったり、試合毎にペイントのデザインを変更出来るなどの利点も存在し、覆面に比べ視界の確保が容易であることも、その一つとして上げられる。

## ペイントの不便性
覆面と違い、いくら上塗りを重ねてもリング上で激しく動くことにより徐々に剥がれて来たり
汗で塗料が落ちてしまうなどの難点があり、素顔を隠す場合には不向きである。特に初期のムタはこの例が顕著であり、試合終盤から終了にかけてほとんどペイントが剥がれてしまい素顔の武藤になっていることが大半であった。ペイントが占める面積が多いほどこの例は顕著であるが、怨霊のように試合終了後もその素顔がほとんど見受けられない例もある。また、試合毎にペイントのデザインを変更出来る利点も、反面その都度ペイントを施さなくてはならない点や、ペイントが複雑な場合、毎回同じデザインで施すのが難しいなどの難点もある。多くの場合、レスラー本人が鏡を見ながら自身でペイントを施しているため、初期のムタのように文字が裏文字になっている例もある。

## ペイントの種類

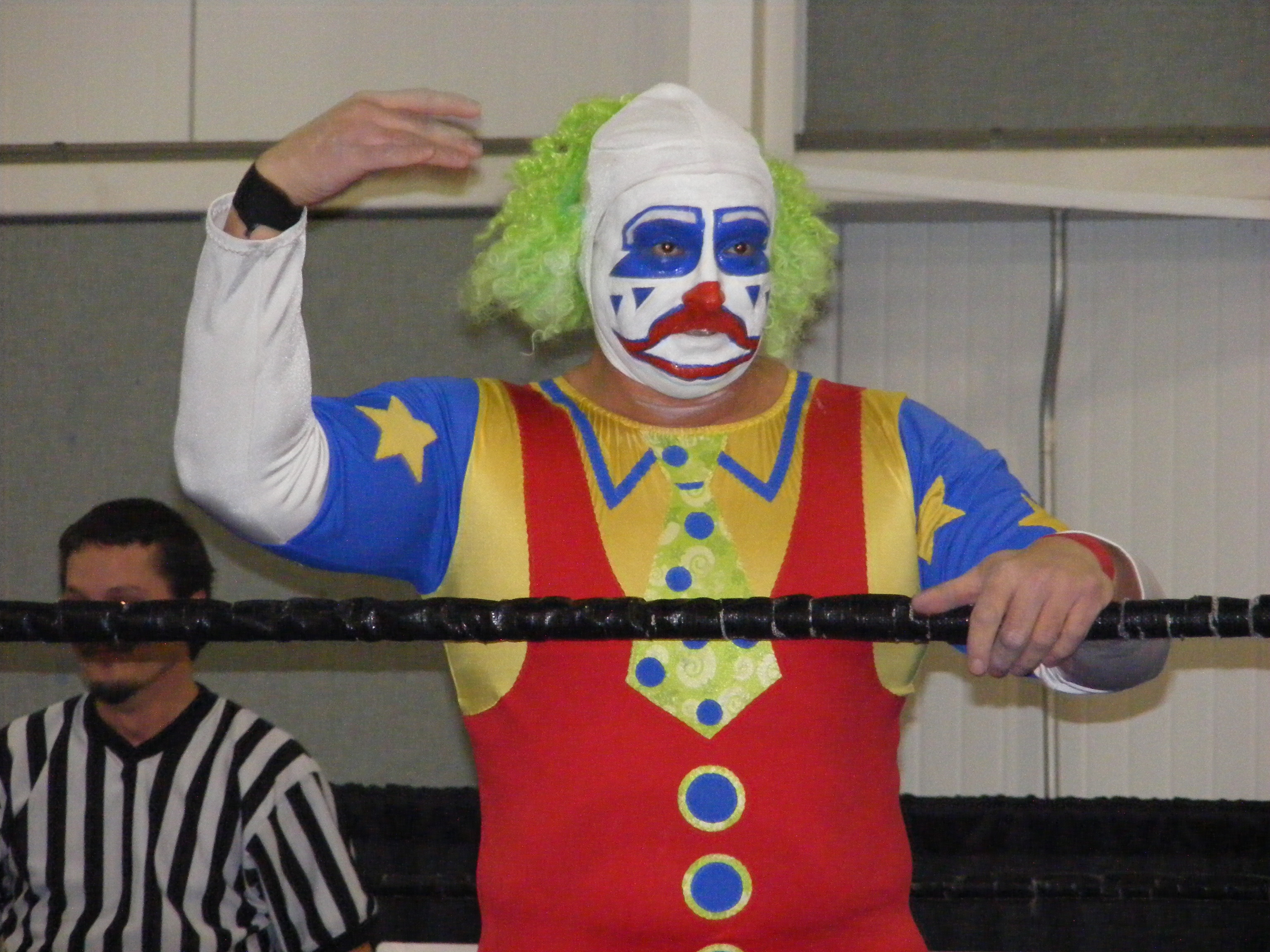
ドインク・ザ・クラウン

顔の一部、もしくは顔全体に何らかのデザインや文字を描く、もしくは目付きを鋭くするなどメイクの延長線上で行われるものなどがある。ペイントのデザインにモチーフがあり、レスラーとしての総合的なギミックに深く関与している場合もある。
例）
- ザ・グレート・カブキ：歌舞伎役者
- カマラ：アフリカ系未開部族
- エイドリアン・ストリート：ゲイ
- アポカリプス：傭兵
- パパ・シャンゴ：ブードゥー教の司祭
- ドインク・ザ・クラウン：道化師

完全なペイントレスラーではないが、インディアンをギミックとしたレネゲード・ウォリアーズ（マーク・ヤングブラッド&クリス・ヤングブラッド）やタタンカなどもインディアン部族をイメージしたペイントを施すことがあった。
例示のレスラーのようにデザインやカラーリングをある程度固定している場合もあれば、初期のムタのようにカラーリングを統一せずにコスチュームと合わせたりするレスラーもいる。また、後期のスティングのように何らかのギミックチェンジがあった場合にペイントのカラーリングを別の配色に変えたり、一部だったペイントの範囲を顔面全体に広げる場合もある。登場当初は素顔（もしくはそれに近い状態）であってもTARUのように徐々にペイントが占める割合が多くなるレスラーもいる。

### 派生
新崎人生や黒師無双、カマラのように顔面だけでなく、身体の一部にもペイントを施したり、ムタのSFX用ラバーマスクとペイントの併用やハヤブサのように覆面とペイントを併用するレスラーもいる。さらにムタ戦での獣神サンダー・ライガーやGREAT MUTA（全日本版）のように、覆面の下にペイントを施していた例もある。また、TARUや葛西純のようにペイントとカラーコンタクトレンズ、タトゥーなどを併用する場合もある。

## ペイントレスラーの定義
ペイントレスラーの呼称に定義はなく、明らかに何らかのペイントを施しているレスラーは全て、ペイントレスラーと呼べるが、一般的には顔面の大半にペイントを施しているレスラーを指すことが多い。ブル中野やダンプ松本、北斗晶、葛西純やC-MAX時代CIMAのように一部分にアクセントとして使用していたり、前述した「メイクの延長線上」で行われている場合、顔の大半が出ている場合は、ペイントレスラーと呼称されないことの方が多い。しかし、ムタのように元がペイントレスラーで派生していったものや、AKIRAのトカゲを模したようなオブジェを顔面に接着した覆面とペイントの中間に位置するような場合は便宜上ペイントレスラーの扱いを受けることもある。前述したハヤブサのような例は覆面レスラー（マスクマン）の類いであり、覆面の下にペイントを施している場合は、ペイントをしている覆面レスラーといった具合でペイントレスラーの括りに入れられることは少ない。

## 原料
ペイントに使用される材料は一般的な化粧道具の他に、主に水性アクリル絵具が使用される。これは乾くと耐水性を持つことや、油絵具より健康面で身体に悪影響を及ぼしにくいことなどが理由に上げられる。

## 覆面との対比
ペイントレスラーの対比として覆面を被って活動する覆面レスラー（マスクマン）が存在するが、ペイントレスラーは公の場に出る際に、覆面レスラーと違い比較的素顔を晒す頻度が高い。これは素顔を隠す目的でも使用する覆面とは違い、前述したように試合中に剥がれ落ちたり、単なるキャラクターの肉付けや、+αの意味合いで使用されることも多いため、必ずしも人前で素顔を隠す必要がないためである。また、ペイントレスラーの総数はマスクマンに比べその比率はあまり高くない。

## 代表的なペイントレスラー
- アジャコング
- アルティメット・ウォリアー
- 井上京子
- エイドリアン・ストリート
- 怨霊
- カマラ
- ザ・グレート・カブキ
- グレート・ムタ
- ケンドー・ナガサキ
- ゴールダスト
- スティング
- ダミアン666
- タマ・トンガ
- デモリッション
- ドインク・ザ・クラウン
- ハロウィン
- パパ・シャンゴ
- ブギーマン
- ミスター・ポーゴ
- ミッシング・リンク
- ラム会長
- ルーク・ギャローズ
- ロード・ウォリアーズ